# Two-Micron All-Sky Survey
2MASS, pour Two Micron All-Sky Survey (littéralement « relevé de tout le ciel à [une longueur d'onde de] deux micromètres ») est un grand relevé réalisé par l'université du Massachusetts, en collaboration avec le Jet Propulsion Laboratory, la National Science Foundation et la NASA. Il a été entamé en 1997 et terminé en 2001, à l'aide de deux télescopes automatisés de 1,3 mètre de diamètre spécialement construits à cet effet, l'un situé dans l'hémisphère Nord (observatoire Fred Lawrence Whipple, Arizona), l'autre dans l'hémisphère Sud (observatoire interaméricain du Cerro Tololo, Chili). Les données recueillies ont été finalisées en 2003. Il s'agit du second grand relevé effectué dans ce domaine de longueur d'onde après le relevé TMASS, réalisé en 1969. Le projet était dirigé par l'astronome Michael Skrutski.

## Description
Le projet 2MASS a cartographié intégralement le ciel dans les bandes J (centrée sur 1,25 μm), H (1,65 μm) et KS (2,17 μm), soit au voisinage de 2 microns, d'où le nom du projet, également inspiré du surnom de l'université du Massachusetts (UMass). La magnitude limite du relevé est voisine de 14,5 et sa résolution est de 2 secondes d'arc. Sa sensibilité est environ 80 000 fois supérieure au relevé précédent dans ce domaine de longueur d’onde[Quoi ?].
Parmi les objectifs scientifiques du projet, figuraient :
- la détection de naines brunes, bien plus lumineuses dans les bandes J, H, K que dans le visible[1]
- la cartographie de l'univers observable dans les directions du plan galactique, extrêmement opaque dans le domaine visible du fait de l'absorption du milieu interstellaire.

Les données recueillies ont été traitées automatiquement au Infrared Processing and Analysis Center (IPAC) du Jet Propulsion Laboratory. Deux catalogues ont été élaborés, l'un recensant des sources ponctuelles (étoiles, quasars), l'autre des sources étendues (galaxies, nébuleuses). Le catalogue des sources ponctuelles compte près de 470 millions d'objets (470 992 970 objets exactement), celui des sources étendues plus d'un million et demi (1 647 599 exactement). Ces deux catalogues sont désormais en libre accès pour la communauté scientifique.